# Alfonso González Bermejo
Alfonso González Bermejo (Almendralejo, Badajoz, 11 de junio de 1935) es un farmacéutico, político y profesor español, histórico militante socialista.

## Ejecutoria profesional y política
Comenzó a militar en la lucha antifranquista en la clandestinidad, a la temprana edad de 15 años. Farmacéutico colegiado en Badajoz y Valencia, en 1962 abrió su farmacia en la capital pacense. Marxista convencido, participó en reuniones clandestinas y sufrió algunas detenciones.
Desde 1977 fue profesor de Farmocinética en la Facultad de Medicina de Badajoz.
Durante la transición participó activamente en la constitución del PSOE en Badajoz, del que fue nombrado secretario provincial en 1976, siendo uno de los dos líderes -junto a Pablo Castellano en Cáceres- del partido en Extremadura.
En 1978 se convirtió en el primer secretario general regional del partido, al ganar el I Congreso del PSOE de Extremadura sobre el otro candidato, Juan Carlos Rodríguez Ibarra, con el 85% de los votos. Muy vinculado al ala izquierda socialista, para las elecciones generales de 1979 fue elegido por las bases para encabezar la candidatura al Congreso de los Diputados por Badajoz, aunque la dirección federal le descabalgó de las listas, imponiendo a Luis Yáñez en su lugar.
Dejó el PSOE en 1979 al disentir del abandono del marxismo como referente ideológico en el Congreso Extraordinario de septiembre. En ese momento Alfonso González Bermejo fundó junto a Moisés Cayetano Rosado y otras cuatro personas el Partido Socialista del Pueblo Extremeño, con el que poco después ingresó en Izquierda Unida (IU), con la que llegó a ser concejal y portavoz del Grupo en el Ayuntamiento de Badajoz.
En la actividad sindical, fue secretario de la Federación Regional de Sanidad de Comisiones Obreras (CCOO).
En 1996 fue cabeza de lista de IU al Congreso por Badajoz, si bien no obtuvo escaño.
Se retiró de la política activa en 2002. No obstante, 2007 se presentó en la lista electoral de IU al Ayuntamiento de Badajoz en un simbólico último lugar.
Es un activo defensor del rescate de la memoria histórica de los represaliados durante el régimen franquista. En 2004, el Ayuntamiento de Badajoz dio su nombre a una calle de la ciudad, en el Fuerte de San Cristóbal.

## Libros publicados
- González Bermejo, Alfonso: Los primeros momentos: la restauración del PSOE en Extremadura tras la muerte de Franco. Badajoz: Indugrafic, 2004.

### Entrevistas
- La botica antifranquista (1996)
- «Las encuestas electorales son para manipular» (enlace roto disponible en Internet Archive; véase el historial, la primera versión y la última). (2006)

### Artículos
- González Bermejo, Alfonso: Comentarios al Concierto firmado en Extremadura Archivado el 4 de marzo de 2016 en Wayback Machine.. Cuadernos de Farmacia nº 126 (2002)

| Predecesor: Cargoc reado | Secretario general del PSOE de Badajoz 1976-1979     | Sucesor: Juan Carlos Rodríguez Ibarra                                       |
| Predecesor: Cargo creado | Secretario general del PSOE de Extremadura 1978-1979 | Sucesor: Dirección Colegiada (posteriormente, Juan Carlos Rodríguez Ibarra) |

- Datos: Q2888436